# Deutschland (transatlantico 1924)
Il Deutschland (anche noto come Deutschland IV - nome utilizzato per riconoscerlo da altre molteplici navi con l'omonimo nome -) è stato un transatlantico tedesco in servizio nel XX secolo, di proprietà della Hamburg-Amerikanische Packetfahrt-Actien-Gesellschaft. Fu affondato nel 1945 da un attacco aereo della Regia Aeronautica Britannica.

## Storia

### Servizio
Il Deutschland fu varato il 28 aprile 1923 e faceva parte di un gruppo di quattro navi che comprendeva l'Albert Ballin, l'Hamburg e la New York. Iniziò il suo viaggio inaugurale il 27 marzo 1924, a Southampton e poi a New York City. La nave a turbina aveva una velocità di 14,5 nodi; fu successivamente rimotorizzata con turbine a ingranaggi più grandi nel 1929, con una velocità di servizio aumentata a 19 nodi. Ciò diede alla nave un passaggio di sette giorni attraverso l'Atlantico.
L'11 novembre 1933 il Deutschland entrò in collisione con la nave mercantile statunitense Munargo nel porto di New York. La Munargo subì gravi danni e fu arenata a nord dell'isola di Bedloe, ma fu rimessa a galla il 18 novembre 1933.
Nell'ottobre 1938, mentre era in viaggio verso New York con 981 persone a bordo, la nave subì un'esplosione nella stiva numero due. Dopo aver chiamato i soccorsi, l'equipaggio riuscì a tenere sotto controllo l'incendio e a proseguire il suo itinerario.

#### Seconda guerra mondiale
Nel 1940 il Deutschland divenne una nave alloggio per la marina tedesca a Gotenhafen. Nel 1945, durante sette viaggi nel Baltico come parte dell'Operazione Annibale, trasportò 70.000 rifugiati dai territori orientali tedeschi a ovest. Nell'aprile 1945 iniziò la trasformazione in nave ospedale. Si cercò di dipingere la nave di bianco, ma era presente vernice sufficiente solo per tinteggiare i fumaioli e per dipingere una Croce Rossa su un lato di uno dei suoi camini.

### L'affondamento
Tra il 16 e il 28 aprile 1945, il campo di concentramento di Neuengamme fu sistematicamente svuotato di tutti i prigionieri rimasti, di altri gruppi di detenuti dei campi di concentramento e di prigionieri di guerra sovietici, con l'intenzione di trasferirli in un nuovo campo fittizio. Nel frattempo, dovevano essere nascosti all'avanzata delle forze britanniche e canadesi: a questo scopo le Schutzstaffel riunirono nella baia di Lubecca una flottiglia carceraria di navi dismesse, composta dalle navi di linea Cap Arcona e Deutschland, dal mercantile Thielbek e dalla motolancia Athens. Poiché i motori dello sterzo della Thielbek erano fuori uso così come le turbine del Cap Arcona, l'Athen veniva utilizzata per trasferire i prigionieri da Lubecca alle navi più grandi; furono rinchiusi sottocoperta e nelle stive e furono loro negati cibo e cure mediche.
In un primo attacco tutte le persone a bordo del Deutschland sopravvissero all'attacco, anche se due navi di accompagnamento affondarono con gravi perdite di vite umane. Successivamente, il 3 maggio 1945, fu attaccata tre volte dagli squadroni britannici della RAF, si capovolse e affondò nella baia di Lubecca al largo di Neustadt, ma tutti a bordo sopravvissero. Un quarto attacco aereo britannico quel giorno affondò il Cap Arcona e la Thielbek, con grandi perdite di vite umane.
Nel 1949 il relitto fu recuperato e demolito.